# Aalborg Portland Park
Aalborg Portland Park (do 2017 Nordjyske Arena) (znany również jako Aalborg Stadion) – stadion piłkarski w duńskim mieście Aalborg. Na co dzień swoje mecze rozgrywa tu drużyna AaB.
Trybuny stadionu:
- Dwie trybuny wzdłuż bocznych linii boiska:
  - Trybuna NORDJYSKE
  - Trybuna Sonofon (dawniej Siemens)

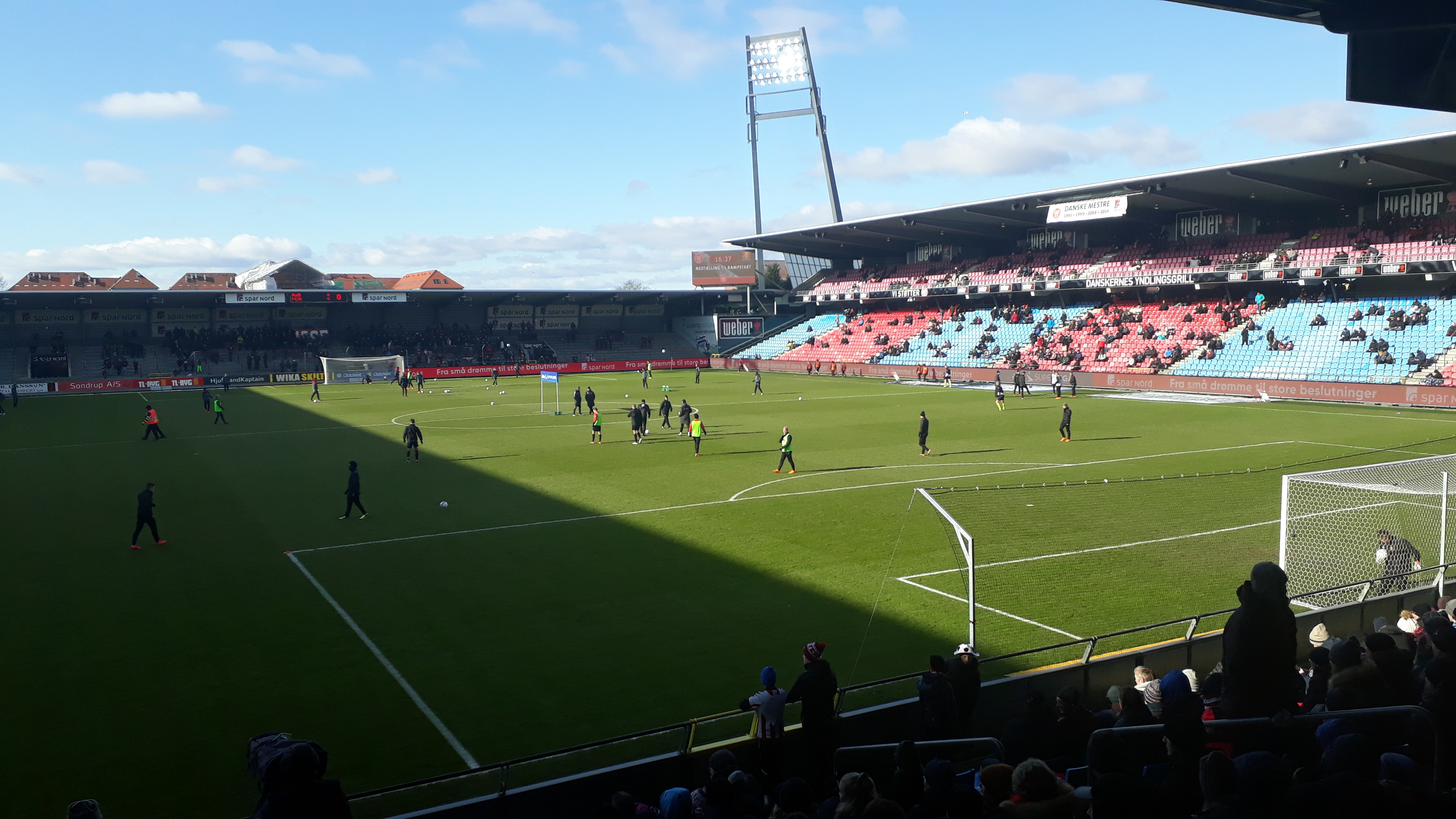
Stadion w lutym 2018 r., przygotowania do meczu AaB - FCN

- Dwie trybuny za bramkami:
  - Trybuna Spar Nord
  - Trybuna Faxe Kondi